# آندره آ گاردینی
آندره آ گاردینی (به ایتالیایی: Andrea Gardini) (متولد ۱ اکتبر ۱۹۶۵) بازیکن سابق و مربی فعلی والیبال اهل ایتالیا است. گاردینی یکی از ستارههای دوران طلایی تیم ملی ایتالیا بود. او با ایتالیا به ۲ مدال نقره المپیک سال های ۱۹۹۶ و ۲۰۰۴ و ۱ مدال برنز المپیک ۲۰۰۰ رسید و در ۳ بار جام قهرمانی جهان را بالای سر برد. گاردینی ۴۱۸ بازی ملی در کارنامه خود دارد. گاردینی در رده باشگاهی نیز در تیم های ترویسو، رونا، رم، پیاچنزا، تورینو، ترویزو و مودنا توپ زد و در مجموع ۷ قهرمانی لیگ ایتالیا و ۴ قهرمانی لیگ قهرمانان اروپا و ۲ قهرمانی سوپر کاپ اروپا و ۱ قهرمانی باشگاه های جهانرا تجربه کرد.